# Estación Zamora
Estación Zamora är en ort i Mexiko.   Den ligger i kommunen Hermosillo och delstaten Sonora, i den nordvästra delen av landet, 1 600 km nordväst om huvudstaden Mexico City. Estación Zamora ligger 280 meter över havet och antalet invånare är 1 049.
Terrängen runt Estación Zamora är platt åt nordost, men åt sydväst är den kuperad. Runt Estación Zamora är det ganska glesbefolkat, med 45 invånare per kvadratkilometer. Närmaste större samhälle är Hermosillo, 19,7 km söder om Estación Zamora. Omgivningarna runt Estación Zamora är i huvudsak ett öppet busklandskap.